# Tyrrell P34
Tyrrell P34 označován také jako Projekt 34, byl typ vozu Formule 1, který měl jako jediný v historii závodění F1 podvozek se šesti koly. Autorem tohoto projektu byl Derek Gardner, hlavní designer stáje Tyrrell.

## Historie

### Čas přemýšlet jinak
Od konce 60. let většina týmů Formule 1 používala třílitrový osmiválcový motor Ford Cosworth DFV o maximálním výkonu 295 kW při 9000 otáčkách za minutu. Jednou z mála automobilek, která vyvinula vlastní motor, byla stáj Ferrari s dvanáctiválcem Ferrari 3000cc s výkonem přesahujícím 370 kW. Zbytek startovního pole se chtěl rudým italským vozům vyrovnat, ale neměli dostatek financí na vývoj vlastního motoru, proto přicházeli s nápady, jak zlepšit jízdní vlastnosti vozu. Roku 1968 Derek Gardner a stáj Lotus přišli s nápadem udělat monopost poháněný všemi čtyřmi koly, ale toto řešení se neosvědčilo. Vůz se špatně ovládal a ani modernizace ani celý nový monopost Lotus 63 tyto problémy nevyřešily. O rok později se rozhodl Derek Gardner spolupracovat se stájí Matra na vývoji čtyřkolky s turbínovým motorem, ale objevily se stejné potíže. Proto Derek z vlastní iniciativy začal přemýšlet, jak tento problém vyřešit. Jedna z myšlenek byla nahradit přední poháněná kola dvěma menšími koly, které by lépe rozložila váhu monopostu a jejichž malá stopa by poskytovala další výhody. To skutečně vedlo k lepšímu vedení auta v zatáčkách, ale vůz byl těžší. Tuto konstrukci chtěl Derek Gardner spojit s již vyvinutým turbínovým motorem. Spolu s Andym Granatellim, který se také podílel na návrhu Lotusu 56, nakreslili návrh monopostu vozu Indy car se šesti koly poháněný 6x6 a turbínovým motorem. USAC (tehdejší řídící rada závodů Indy car) nepovolila start vozu s turbínovým motorem. Později se Derek Gardner stal šéfdesignérem stáje Tyrrell, kde potřebovali nahradit rychle stárnoucí monopost Tyrrell 007. V roce 1974 představil Derek Gardner Kenu Tyrrellovi koncept monopostu Formule 1 se šesti koly a turbínovým motorem a vysvětlil mu výhody této konstrukce. Po prvotním šoku se Ken Tyrrell rozhodl udělat prototyp vozu. Firma Goodyear, jediný výrobce pneumatik pro Formuli 1, se rozhodla vyhovět tomuto projektu a zajistila výrobu malých desetipalcových předních kol.

### Zrození projektu
Prvním prototypem tohoto vozu byl standardní Tyrrell 007 s pozměněnou přední částí. Od roku 1975 se začalo plně pracovat na tomto projektu a nikdo, kromě nejužšího okruhu vývojářů, nevěděl nic o tom, co se chystá. Na konci října tohoto roku byl již projekt hotový a byl oficiálně představen motoristickým novinářům, ti nemohli věřit, že něco takové může jezdit, ba dokonce závodit. Mysleli si, že je to žert a projektu se vysmívali. Ken Tyrrell jim k tomu pouze řekl, že jde o experimentální designový koncept monopostu Formule 1. První testování P34 bylo tajné, nikdo z novinářů se nedozvěděl, jaké časy Tyrrell zajel. Fakt byl ten, že čas, který vůz zajel na okruhu v Silverstone byl pomalý. Vůz potřeboval řadu aerodynamických úprav, ale i tak se Ken a Derek rozhodli vyrobit tento vůz pro sezónu 1976.

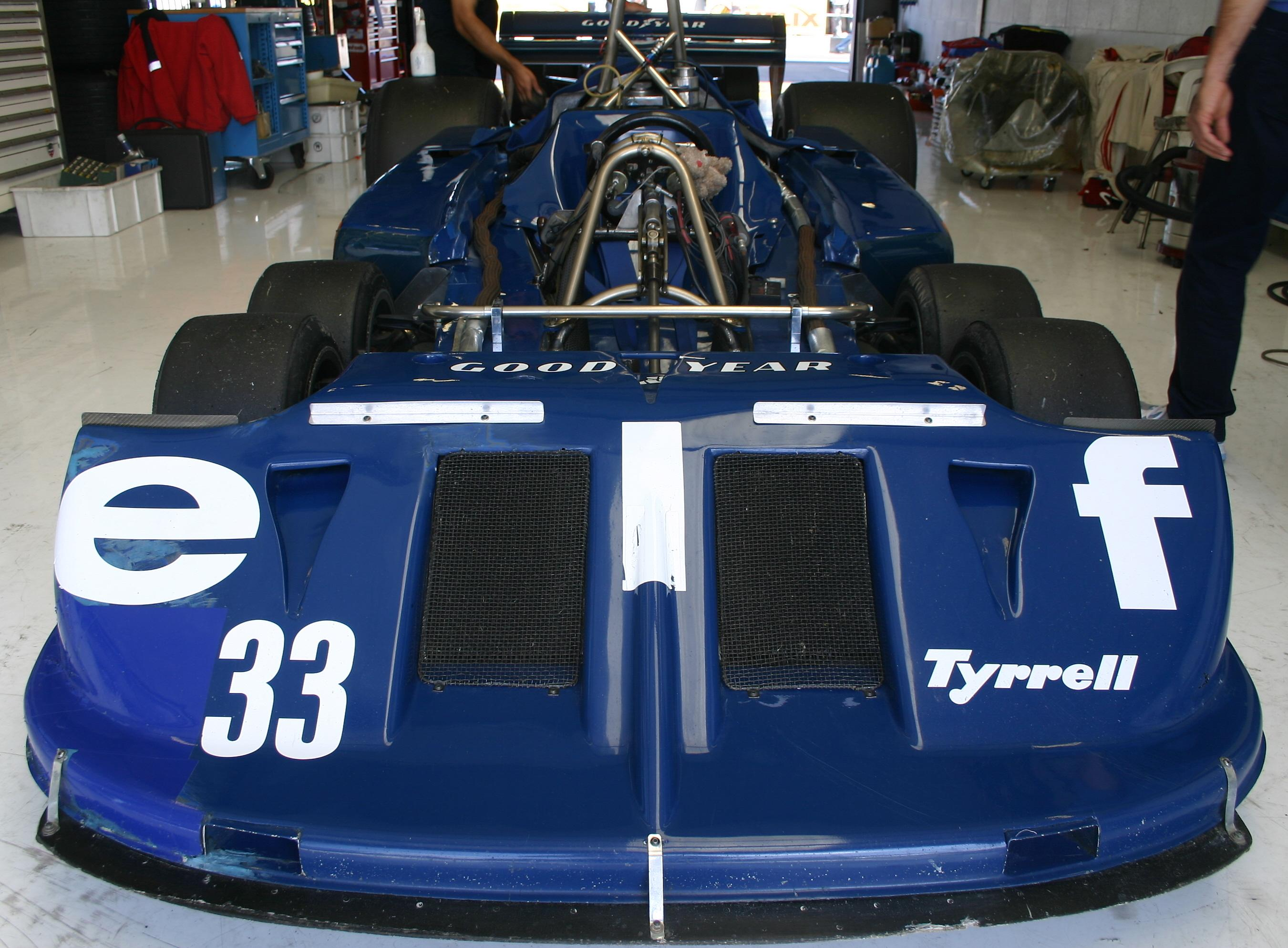
Monopost z roku 1976 před exhibičním závodem Silverstone Classic (2008)

### Působivá první sezóna
Kvůli technickým problémům nemohla auta Tyrrell P34 nastoupit do prvních tří závodů a jezdci museli jet ve starých 007. První vůz Tyrrell P34 vyjel ve čtvrtém závodě v Jaramě, ve Španělsku, pilotovaný Patrickem Depaillerem. Byl rychlý a kvalifikoval se jako třetí, zatímco jeho týmový kolega Jody Scheckter ve voze Tyrrell 007 se kvalifikoval jako 14. Patrick Depailler se držel v závodě na třetím místě do doby, kdy mu ve 26. kole odešly brzdy a musel odstoupit, ale i tak zanechal dojem. Tato závada provázela vůz i v testech, brzdy kol se nestačily chladit kvůli vysokému přednímu přítlačnému křídlu a málo kvalitním pneumatikám, které Goodyear nevyvíjel tak intenzivně jako ty klasické. Tyrrell soustředil veškeré příjmy do vývoje těchto vozů a jezdci v nich závodili až do konce sezóny. Nejsvětlejší okamžik tohoto vozu přišel na švédské Grand Prix, kde se povedlo Jodymu Scheckterovi vyhrát závod a Patrick Depailler dojel na druhém místě, čili zaznamenali takzvaný double. Oba jezdci zajížděli slušné výsledky i po zbytek sezóny. Například ve famózním posledním závodě sezóny za deštivého počasí na trati v Japonsku, kde Niki Lauda odmítl závodit, Jody Scheckter dojel na 2. místě. Přes všechny možné problémy bylo toto vozidlo jedno z nejúspěšnějších v sezóně. V celkovém pořadí byl Scheckter třetí a Patrick Depailler čtvrtý. Tyrrell získal 3. místo v Poháru konstruktérů.

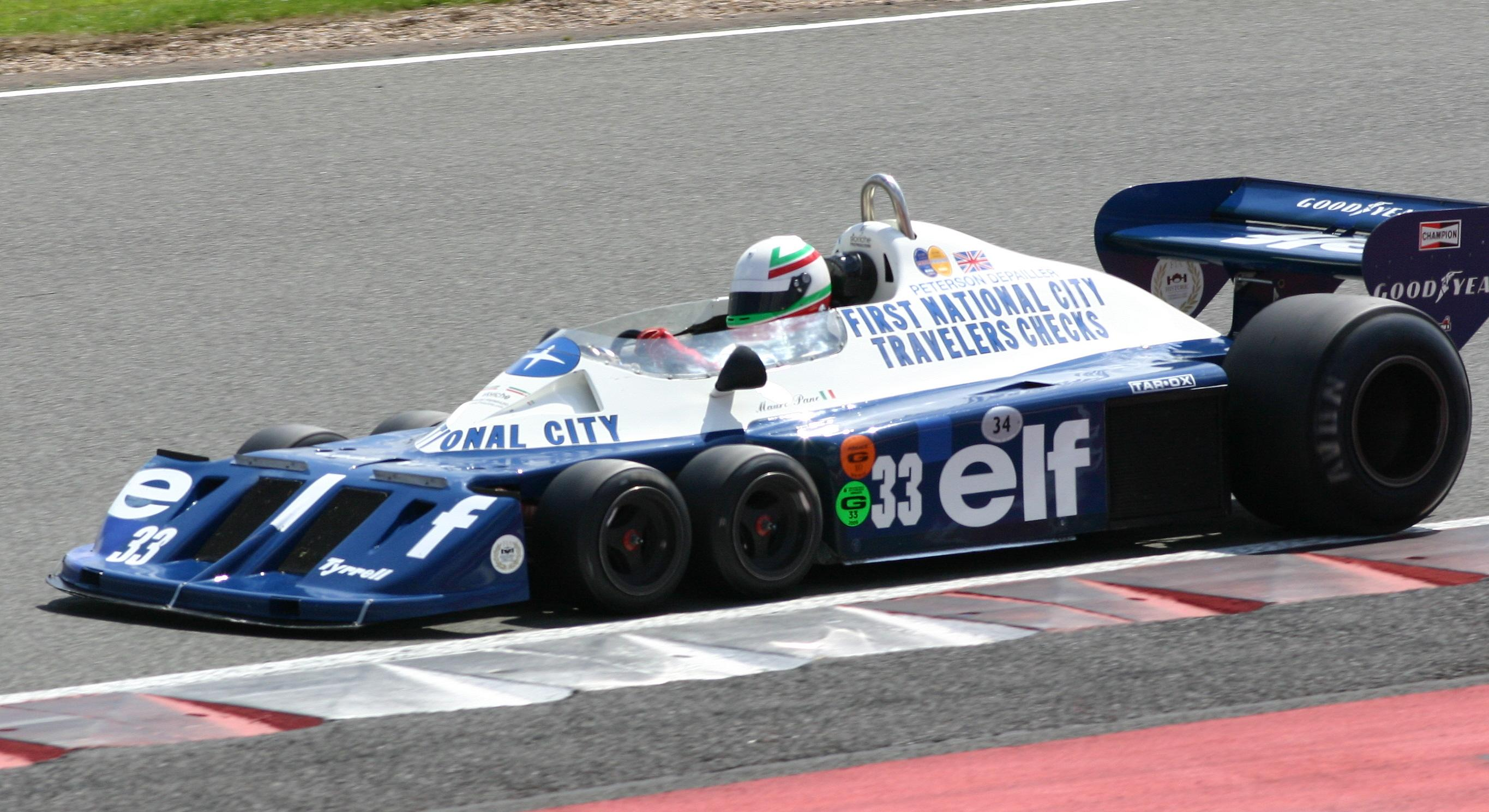
Monopost z roku 1977 při exhibičním závodě Silverstone Classic (2008)

### Zklamání z druhé sezóny
Tyrrell získal nového sponzora First National City Travellers Checks a získané peníze využil na výstavbu nového výzkumného a vývojového centra v Ockhamu, kde se tým snažil na maximum vylepšit P34. Výsledkem bylo, že vyvinuli nové šasi ze skleněných vláken a kevlaru, které bylo lehké a aerodynamické. Do formule nainstalovali plno nových elektronických prvků. Hodně se od tohoto monopostu očekávalo, ale vyskytla se řada nových problémů, hlavně s elektronikou. V prosinci roku 1976 se objevila první dobrá zpráva Depailler zajel při testování na okruhu Paul Richard nové nejrychlejší kolo o více než sekundu. Z týmu odešel Jody Scheckter do nově vzniklého týmu Wolf, nahradil ho švédský závodník Ronnie Peterson. Sézóna začala závodem v Argentině Patrick Depailler se kvalifikoval na slibném 3. místě a Peterson, který se ještě plně nezžil s šestikolkou, se kvalifikoval na 14. místě, ale ani jeden z jezdců závod nedokončil. Depaillermu se přehřál motor a Ronnie Peterson vyletěl z trati ve 28. kole. P34 měli každý závod nějakou závadu. Ken Tyrrell a Derek Gardner dělali maximum pro dobré výsledky týmu, každý závod na monopostu něco pozměnili, ale nevedlo to k úspěchu. Z tohoto důvodu Derek Gardner opustil tým a nahradil ho Maurice Phillippe. Ten také dělal různé změny vozu, ale kýžený výsledek to nepřineslo. Na konci sezóny byl Ronnie Peterson celkově 14. v pořadí jezdců a Patrick Depailler byl 8., Tyrrell byl 6. v Poháru konstruktérů.

### Konec projektu
Po této sezóně se firma Goodyear rozhodla nevyrábět malé pneumatiky pro přední kola, čímž éra šestikolek skončila. Na sezónu 1978 Tyrrell přešel zpět ke klasickým formulím typem 008. Ken Tyrrell se s tím smířil a P34 postupně prodal soukromým sběratelům.

## Výsledky týmu
Kompletní výsledky týmu Tyrrell za rok 1976 a 1977, tedy období vozů P34.
| Rok  | Stáj             | Motor              | Pneu | Jezdci            | 1   | 2   | 3   | 4   | 5   | 6   | 7   | 8   | 9   | 10  | 11  | 12  | 13  | 14  | 15  | 16  | 17  | Body | Pk  |
| ---- | ---------------- | ------------------ | ---- | ----------------- | --- | --- | --- | --- | --- | --- | --- | --- | --- | --- | --- | --- | --- | --- | --- | --- | --- | ---- | --- |
| 1976 | Elf Team Tyrrell | Cosworth DFV V8 NA | G    |                   | BRA | RSA | USW | ESP | BEL | MON | SWE | FRA | GBR | GER | AUT | NED | ITA | CAN | USA | JPN |     | 71*  | 3rd |
| 1976 | Elf Team Tyrrell | Cosworth DFV V8 NA | G    | Jody Scheckter    |     |     |     |     | 4   | 2   | 1   | 6   | 2   | 2   | Ret | 5   | 5   | 4   | 2   | Ret |     | 71*  | 3rd |
| 1976 | Elf Team Tyrrell | Cosworth DFV V8 NA | G    | Patrick Depailler |     |     |     | Ret | Ret | 3   | 2   | 2   | Ret | Ret | Ret | 7   | 6   | 2   | Ret | 2   |     | 71*  | 3rd |
| 1977 | Elf Team Tyrrell | Cosworth DFV V8 NA | G    |                   | ARG | BRA | RSA | USW | ESP | MON | BEL | SWE | FRA | GBR | GER | AUT | NED | ITA | USA | CAN | JPN | 27   | 5th |
| 1977 | Elf Team Tyrrell | Cosworth DFV V8 NA | G    | Ronnie Peterson   | Ret | Ret | Ret | Ret | 8   | Ret | 3   | Ret | 12  | Ret | 9   | 5   | Ret | 6   | 16  | Ret | Ret | 27   | 5th |
| 1977 | Elf Team Tyrrell | Cosworth DFV V8 NA | G    | Patrick Depailler | Ret | Ret | 3   | 4   | Ret | Ret | 8   | 4   | Ret | Ret | Ret | 13  | Ret | Ret | 14  | 2   | 3   | 27   | 5th |